# Бережница (приток Чёрного Черемоша)
Бережница (укр. Бережниця) — река на Украине, в пределах Верховинского района Ивано-Франковской области. Левый приток Чёрного Черемоша (бассейн Дуная).

## Описание
Длина реки 11 км, площадь бассейна 34 км². Уклон реки 56 м/км. Река горного типа. Долина узкая и глубокая. Русло слабоизвилистое, есть перекаты, дно каменистое, с галькой.

## Русло
Берёт начало к северо-западу от села Бережница. Течёт среди гор южной части Покутско-Буковинских Карпат преимущественно на юго-восток (в среднем течении — на юг). Впадает в Чёрный Черемош в западной части села Криворивня.

## Населённые пункты
На реке расположены сёла Бережница и Криворивня.